# 中国民族主義

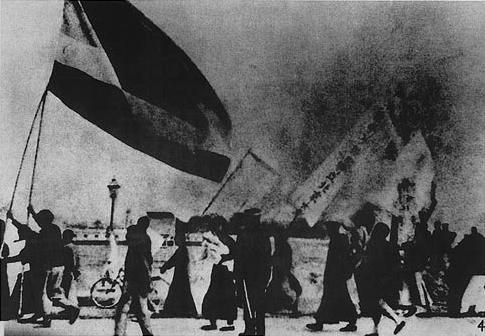
20世紀初頭、国家主義の感情は中国で急激に高まり、1919年の五四運動によって代表された。

中国民族主義（ちゅうごくみんぞくしゅぎ）は、国家主義の一形態であり、中国人が一つの国家であることを主張し、すべての中国人の文化的・国家的統一を推進するものである。孫文の三民主義の哲学によれば、中国民族主義は中華民族として評価される多民族主義であり、漢民族主義や地方民族主義とは区別されるべきものである。
現代の中国民族主義は、清朝末期（1644年～1912年）に、日清戦争終結時の中国の屈辱的敗北と、八カ国連合軍による北京の侵略と略奪に対応して生まれた。これら両事件の結果、中国は賠償金の支払いと外国人への特権の付与を強いられた。宇宙の中心に位置する優越した天朝としての中国の全国的イメージは崩壊し、旧体制の近代化を図る最後の努力は成功しなかった。この最後の試みの代表例が、清末の改革者梁啓超であり、彼は1896年に百日維新を試みたが失敗し、その後中国から追放され日本へ亡命し、中国民族主義の思想を展開し始めた。
第一次世界大戦の影響は中国民族主義の形成に継続的に影響を与えた。中国は第一次世界大戦の連合国に加わったにもかかわらず、1919年のヴェルサイユ条約によって、ドイツに与えられていた特権が日本帝国に移譲され、再び深刻な屈辱を受けた。この事件が1919年の五四運動を引き起こし、中国民族主義の高揚を特徴とする全国的な抗議運動へと発展した。軍閥時代には、中国国民党（KMT）が主導する大規模な軍事作戦によって地方軍閥が圧倒され、外国人への特権が大幅に縮小され、中国民族的アイデンティティの強化と拡大に寄与した。

現在の中国国旗（1949年以降）、さまざまな中国民族主義を表し、現在は中華人民共和国の本土、香港、マカオで使用されている。中国共産党（CCP）と密接に結びついている。

中華民国国旗 (1928年以降）、様々な中国民族主義を表し、1949年以降本土での使用は停止され、現在は台湾の自由地域で使用されている。中国国民党（KMT、別名：中国国民党）と密接に結びついている。

日本帝国が第二次世界大戦の連合国に敗北した後、第二次世界大戦前に日本に奪われていた領土（満州国や日本統治時代の台湾の島など）を中国が回復し、中国民族主義は再び勢いを増した。しかし、中華民国軍閥割拠時代（日中戦争中は一時中断）は再開され、中国統一のイメージは損なわれた。1949年に中国共産党（CCP）が勝利し、国民党政府の台湾への退避が起きた。CCPの毛沢東主席のもと、CCPは中国民族主義を政治的道具として用い始めた。中国民族主義は、2012年に習近平が中国共産党総書記に就任し権力を握って以来、より漢民族中心主義的になっている。

## 歴史的展開

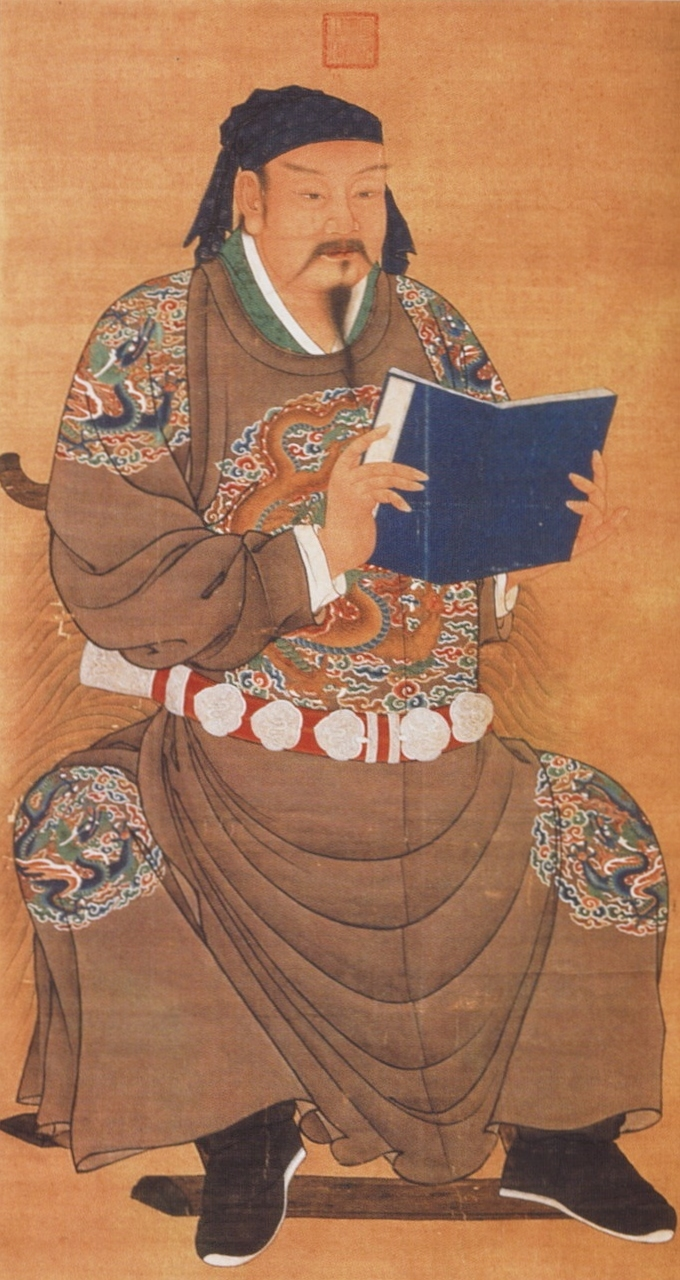
岳飛の清代の図像。南宋の中国軍を率いて女真族に対抗した。

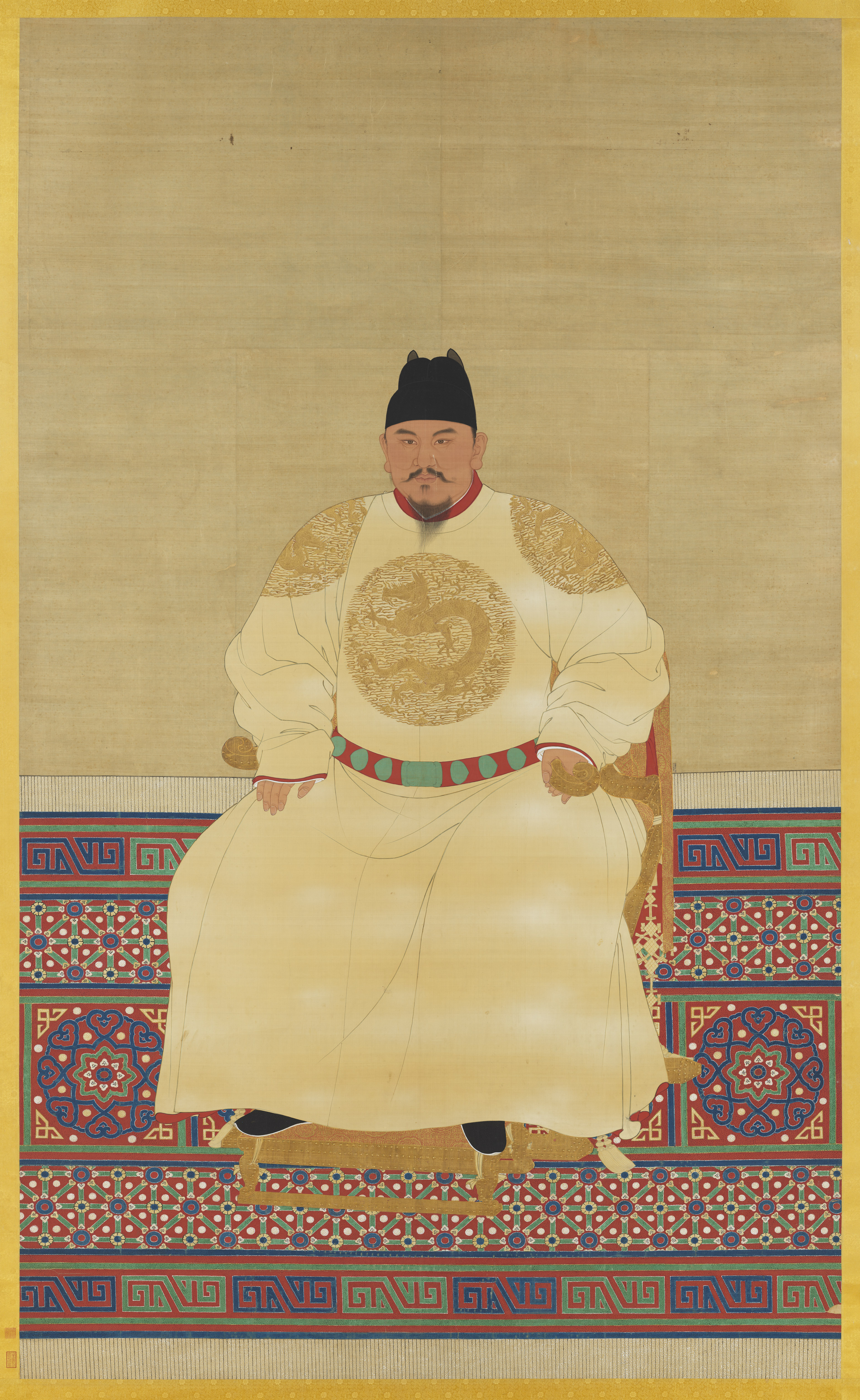
洪武帝の肖像。元朝のモンゴル民族に対抗する中国の運動を率いた。

中国最初の国家は、殷王朝（紀元前約1570年〜紀元前約1045年）であると確認されている。中国の世界観は主に文明世界と蛮族世界の区分であり、中国の利益が強大な中国国家によって守られるという考えはほとんど存在しなかった。評論家ルシアン・パイは、現代の「国民国家」は伝統的な帝国とは根本的に異なり、現在の中華人民共和国（PRC）が持つ権力集中の動態は、明朝や清朝の帝国と本質的な類似性を共有していると論じている。
20世紀初頭に現れた中国民族主義は、特に孫文によって理解され解釈されたように、日本の国家主義をモデルとしていた。1894年、孫文は中国民族主義革命団体の最初である興中会を設立した。(p31)
中国民族主義は、中国が世界の中心とされ、他のすべての国家は中国の分派であり、何らかの敬意を払うべきとされた長い歴史的伝統に根ざしている。この優越感は19世紀に一連の重大な衝撃を受けた。大規模な国内反乱や、近代技術を欠いた中国に対し軍事的優位を示した外国勢力が、アヘン戦争および第二次アヘン戦争を通じて特権を獲得・剥奪したことである。これらは連続する屈辱であり、清朝への信頼喪失を招いた。1890年代には、失望した中国の知識人たちが「捕食的帝国主義国家が支配する世界において、中国を国民国家として新たに擁護しようとするナショナリズム」へと発展させ始めた。(p12) 全体として、彼らの関心は伝統的な中国の秩序の保持ではなく、敵対的な国際舞台で立つことができる強い国家と社会の構築にあった。
他国の多くのナショナリズム運動と異なり、中国の知識人の傾向は、伝統を中国の生存に不適切とみなし、むしろ伝統を中国の問題の源と見なすものであった。(p13) 清朝にとっては、民族問題は厄介な問題であった。帝国内のいくつかの民族集団は言語や文化により識別され、非漢民族出身で王朝を治めた満州族も含まれていた。大多数の国民は複数のアイデンティティを持ち、そのうち地域性が国家全体よりも重要視されていた。(pp29–30) 政府の非軍事職に昇進しようとする者は、儒教経典を学び、科挙に合格しなければならなかった。受かった者は全国に派遣され、官僚は地域に固有の帰属意識を持たなかった。ヨーロッパの政治指導者と支持者の間で見られるような相互理解と信頼の深さは存在しなかった。
中国が日清戦争（1894年–1895年）終結時に日本に敗北したことは、中国民族主義の第一世代の発展にとって根本的な出来事であった。(p132) 最も劇的な転換点は1900年に訪れ、義和団の乱を罰するために八カ国連合軍が首都を侵略・占領・略奪した出来事の後であった。 清末の改革期には、国民教育の高まりにより教育に国家的価値観を植え付け、愛国心を喚起する傾向が強調された。例えば、この時期に発行された中国の地理教科書は、通常、中国の優れた地理的条件を称賛しており、教科書の最初の章に置かれることが多かった。これは学生が中国の地理に初めて触れる際に祖国への愛着を育むのに都合が良かったためである。 中国の民族主義者は、日露戦争における日本の勝利に刺激を受け、これをヨーロッパ中心の人種階層の誤謬を示すものと広く見なした。(p30)
第二次世界大戦中の日中戦争は、現代中国民族主義の形成における最も重要な出来事の一つであった。 この戦争における中国の経験は、「人民」を政治的主体としてとらえ、「封建帝国に対する現代国家」という概念に基づくイデオロギーの形成を助けた。

## イデオロギーの源泉

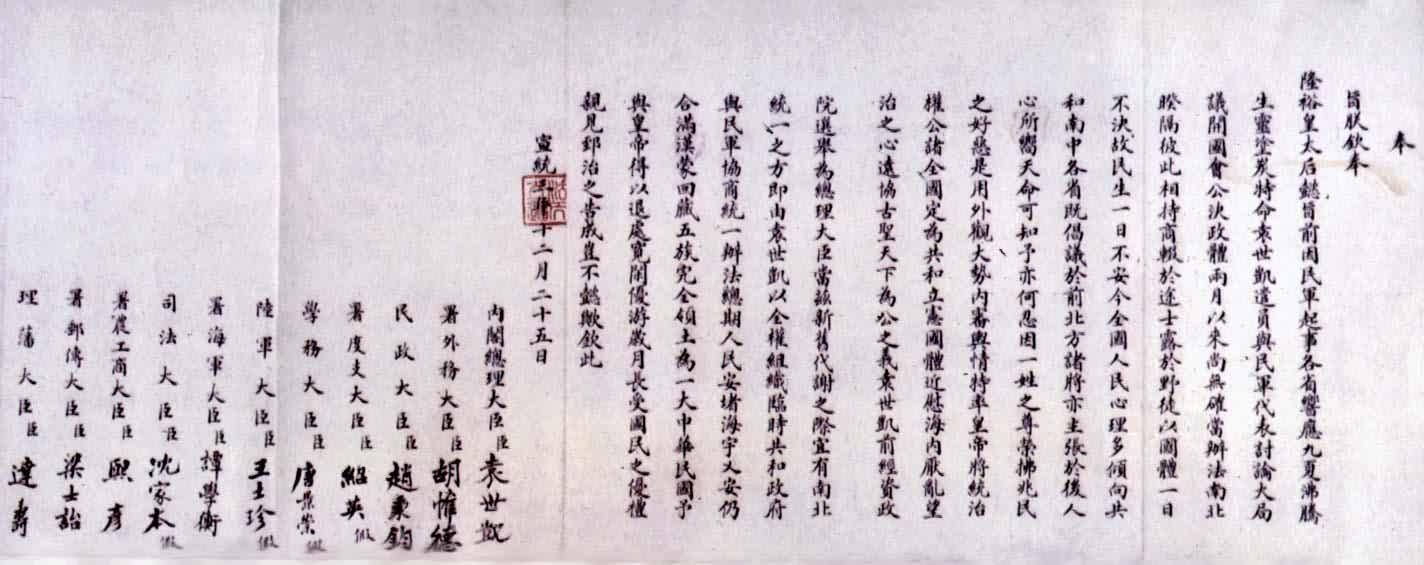
この退位詔書は清朝の崩壊と中華民国の継承を告げ、1911年の革命の成功を示した。

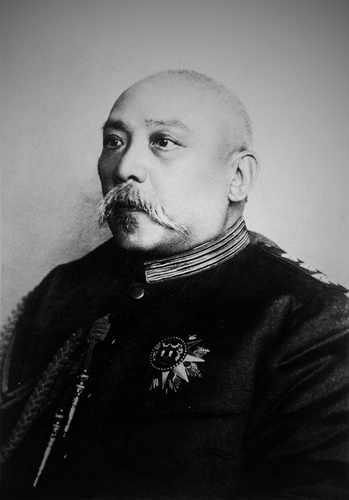
袁世凱、北洋政府の民族主義者。

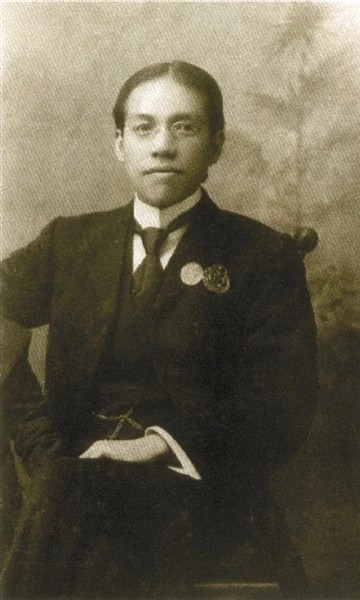
梁啓超、現代中国民族主義の基盤作りに大きく貢献した人物。

19世紀後半以来、現代中国民族主義についての議論は多くの政治的・知的議論を支配してきた。政治学者趙穗生は、中国の民族主義は政治的、リベラル、民族的、国家的民族主義など多様な形態で存在しており、一枚岩ではないと論じている。 20世紀前半、中国民族主義は多くの政治思想の重要な一部を構成し、1911年の辛亥革命で唱えられた反満思想、1919年の五四運動に見られる反帝国主義感情、そして1949年の中国共産党を導いた毛沢東思想などが含まれる。現代中国民族主義の起源は、19世紀後半に起こった人種と国家をめぐる知的議論にさかのぼることができる。これは社会ダーウィニズムを巡る世界的な議論に影響され、改革者や知識人は特に満州族と漢族の関係を中心に、適切な人種秩序に基づいた新しい中国の国家主体をどう構築すべきか議論した。 清朝体制の崩壊と1912年の中華民国の成立後、国内外の脅威への懸念から人種主義の役割は低下し、1910年代には反帝国主義が中国民族主義の新たな支配的イデオロギーとなった。知識人やエリートが独自の中国民族主義思想を唱えた一方で、政治学者チャルマーズ・ジョンソンは、これらの思想の多くは中国の大多数を占める農民層とはほとんど関係がなかったと指摘している。したがって彼は、中国民族主義の議論において「農民民族主義」と呼ぶべき中国共産党のイデオロギーを補足することを提案している。

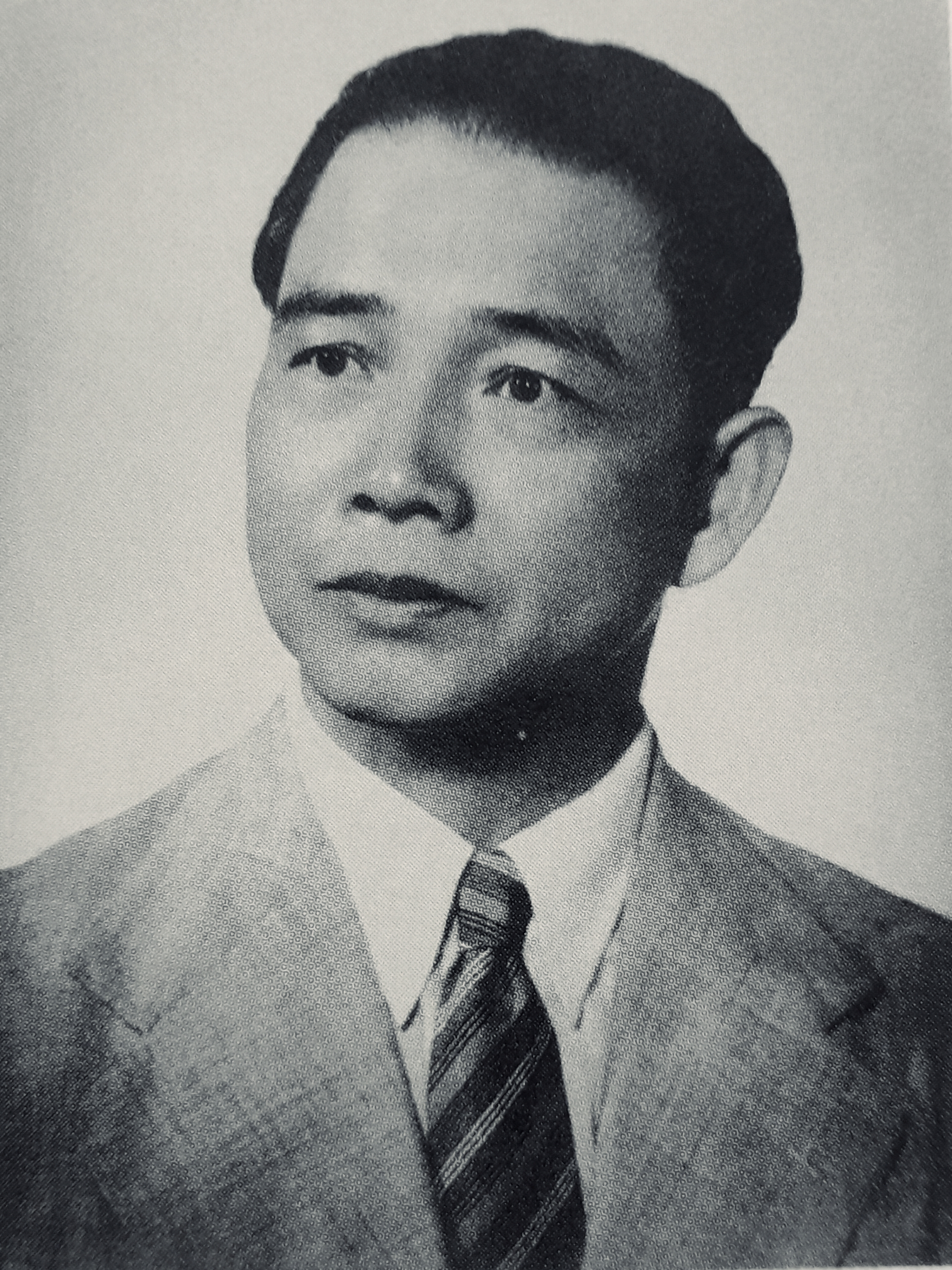
汪兆銘

19世紀の一部の革命的な勢力の中で、中国の民族的アイデンティティの発展の意義は、漢民族を清朝に対抗させるために否定的に位置付ける試みの結果であったとされる。彼らは清朝を非中国的と見なした。(p18) この初期の中国民族主義の見解においては、中国人のアイデンティティは主に多数派である漢民族に結びつけられた。(p18)
日清戦争（1895年）で清が敗北した後、改革者や知識人は国家強化の方法をめぐり、人種問題を中心に議論を交わした。梁啓超は、1898年の百日維新に参加した清末の改革派であり、「満漢の境界を消すべきである」（平満之界）と主張した。(p3) 梁は、漢民族中心の国家アイデンティティの以前の概念を狭すぎると考えた最も著名な民族主義者の一人である。(p18) 梁は、中国の没落の原因を満州族が建てた清朝に帰し、満州族が漢民族を「異民族」とみなし、満漢の間に人種的序列を設け、帝国主義勢力による脅威を無視したと考えた。 しかし梁の清朝批判と満漢関係への見解は、初期の共和革命派や民族主義革命派が清朝打倒と新しい共和国の建設を目指す上での反満思想の基礎となった。より広くは、梁の見解は、近代は「強者生存のための国家間闘争の時代」であり、清政府は工業化を支援し、勤勉な中国人、「強い民族意識と軍事的精神」を育てるべきだとするものであった。(p22)
彼の著作『革命軍』において、20世紀の変わり目に活躍した中国の革命家鄒容は、満州人の圧政に苦しむ漢民族のための教育革命を要求した。 彼は、中国は正統な漢民族の国家であるべきであり、異民族が支配してはならないと主張した。鄒によれば、黄帝の子孫である漢民族は、満州人の支配を打倒し、その正当性と権利を回復しなければならない。後に中国国民党の重要人物となった中国の革命家汪精衛もまた、満州人を劣った民族と見なしていた。汪は、単一民族国家が多民族国家よりも優れていると主張した。共和革命家の多くは、民族の保存が国家存続のために不可欠であると同意していた。漢民族が中国民族主義において優位な役割を主張していたため、満州人は吸収されるか根絶されるべきであった。 歴史家杜赞奇は、共和革命家たちは主に「人種進化論」という国際的な言説に基づき「人種的に浄化された中国」を構想したとまとめている。

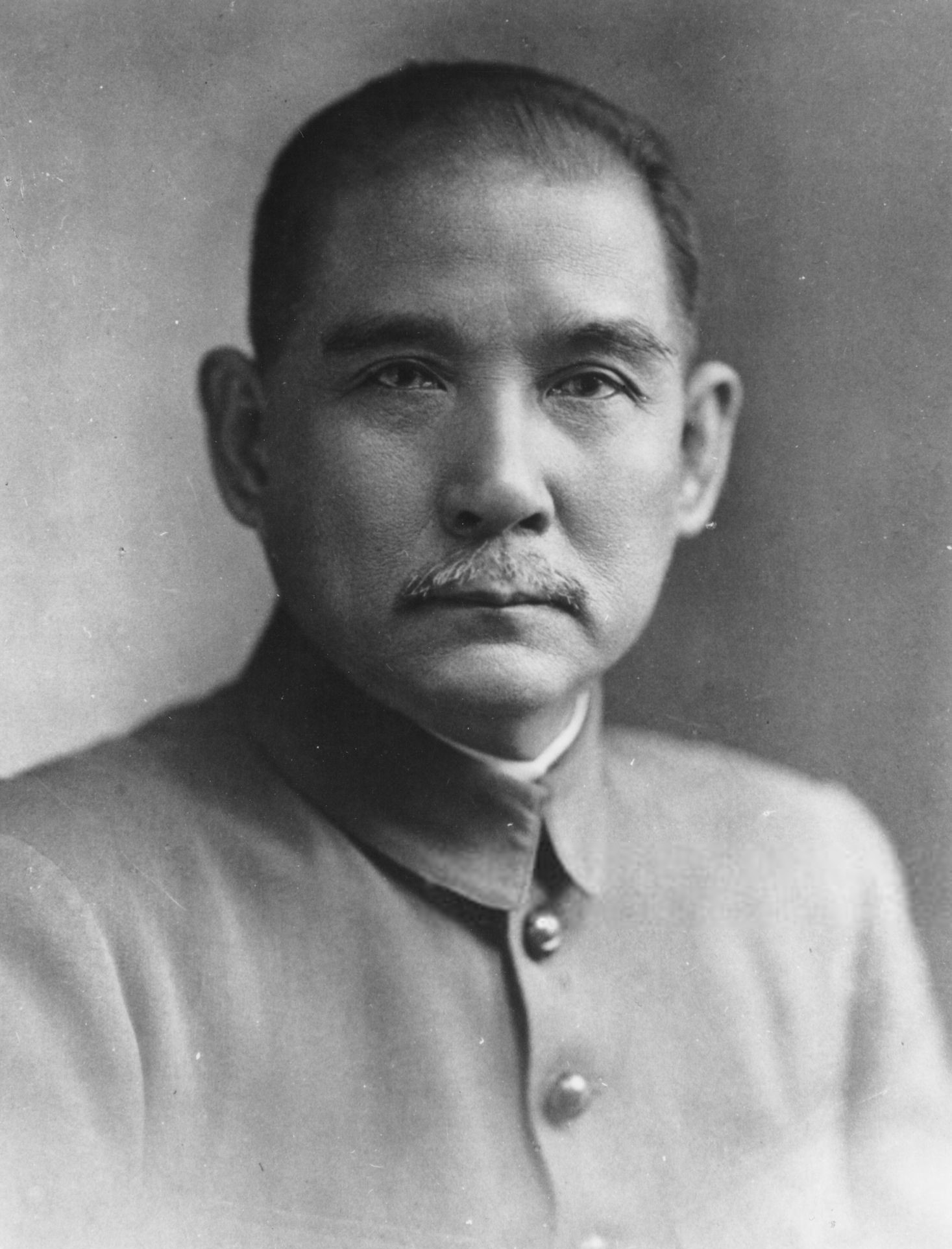
孫文、中国国民党の創始者

1911年革命後、孫文は中華民国を樹立し、その国旗には中国の主要な五つの民族を象徴する五色が用いられた。これは、過激な人種主義や非漢民族の同化に関する議論から、五民族の政治的自治に関する議論への転換を示していた。 中国史家周锡瑞によれば、この修辞的転換は、国際環境における帝国主義的脅威や中国の辺境における紛争という実際的な問題に基づいていた。 日本とロシアが中国に侵入しつつある中、新たに成立した共和国は、清帝国の一部であると主張する蒙古やチベットの民族運動に直面していた。国内外の問題に圧迫された脆弱な共和政権は、領土を維持するために清帝国の国境を保つ決断をした。 1910年代に帝国主義列強からの脅威が増す中で、反帝国主義の感情が中国で成長し広まっていった。「道徳的に正しい宇宙」という理想に基づき、反帝国主義は人種差別を恥ずべきものとして捉え、中国民族主義の概念において優勢な役割を担うようになった。 しかし、人種差別は消滅したわけではない。むしろ、優生学や人種衛生学など、他の社会領域に埋め込まれていった。
青衫党は、中国国民党内のファシスト的な準軍事組織であり、ベニート・ムッソリーニの黒シャツ団を模倣していた。反外国、反共産主義を掲げ、その議題は中国から外国（日本と西洋）の帝国主義者を追放し、共産主義を粉砕し、封建制を排除することであった。 また、反共産主義に加え、蒋介石の右腕であった戴笠のような国民党メンバーは反米主義であり、アメリカの影響力排除を望んでいた。 当時の中独合作 (1926–1941)は国民政府とナチス・ドイツとの緊密な関係を促進した。新生活運動は、1930年代の中国における政府主導の市民運動であり、蒋介石により開始されたものである。これは文化改革と新儒教的社会道徳を推進し、中央集権的なイデオロギーのもとに中国を統一することを最終目標としていた。新生活運動は、現状へのイデオロギー的挑戦の出現に伴い、西洋および日本の帝国主義の脅威に対抗するために、伝統的な中国の道徳の復興を試みたものであり、伝統的道徳を現代西洋の価値より優れていると考えていた。この運動は儒教を基盤にしつつ、キリスト教、民族主義、権威主義と混合し、ファシズムに似た面を持っていた。 この運動は個人主義や自由主義を拒絶し、社会主義や共産主義にも反対した。一部の歴史家は、この運動をナチズムの模倣であり、蒋介石の国民生活への統制を強化するための新民族主義運動と見なしている。フレデリック・ワックマンは新生活運動を「儒教的ファシズム」と評した。
文化大革命に対応して、蒋介石は中国文化ルネサンス運動を開始した。この運動は新生活運動の流れを受け継ぎ、儒教的価値観を推進した。
反満主義や反帝国主義に加えて、政治学者チャルマーズ・ジョンソンは、中国共産党が農民との同盟を通じて権力を掌握したことも「一種の民族主義」と理解されるべきだと主張している。(pp19–20) ジョンソンは、社会動員が人々を政治的共同体として結びつける「主要な手段」であると指摘する。(p22) 社会動員の文脈において、中国の民族主義は日中戦争 (1937–1945)の期間に完全に顕在化し、CCPが農民を動員して日本の侵略者と戦った。ジョンソンは、国民党の初期の民族主義は19世紀末のヨーロッパの民族主義に非常に似ており、どちらも知識人階級が近代世界における自国の民族的アイデンティティと地位を模索していたと論じる。(p23) 彼は、知識人が構築した民族主義は大衆動員に基づく民族主義とは同一ではないとし、国民党や1919年の五四運動は社会のごく一部が参加する運動であり、農民はほとんど存在しなかったため、大衆運動ではなかったと論じる。1937年に日中戦争が勃発すると、CCPは民族救済（中国語: 救國; 拼音: Jiùguó）の大衆的プロパガンダを通じて中国農民を動員し始めた。ジョンソンは、1937年以降のCCPの宣伝の主な転換点は、民族救済の言説に焦点を当て、階級闘争や土地改革といった共産主義の議題を一時的に後退させたことであると指摘する。(p4) 中国農民とCCPの戦時中の同盟は、CCPの民族主義イデオロギー、すなわち農民民族主義が、中国人の国家救済と強い国家建設への願望を強化したことを示している。(p30)
中国不可分割主義および中国拡張主義は中国民族主義においても役割を果たしており、中国は「失われた領土」を取り戻し、大中華を形成すべきだと主張している。

1945年の法的な中華民国の国境地図。中国民族主義者によって「大中華」の地図として使用されている。

現在に至るまで、中華民国は1912年の成立以来、その領土権を主張し続けている。その領土主張は、清帝退位詔書の一部として、大清帝国政府から継承されたものである。

## 民族

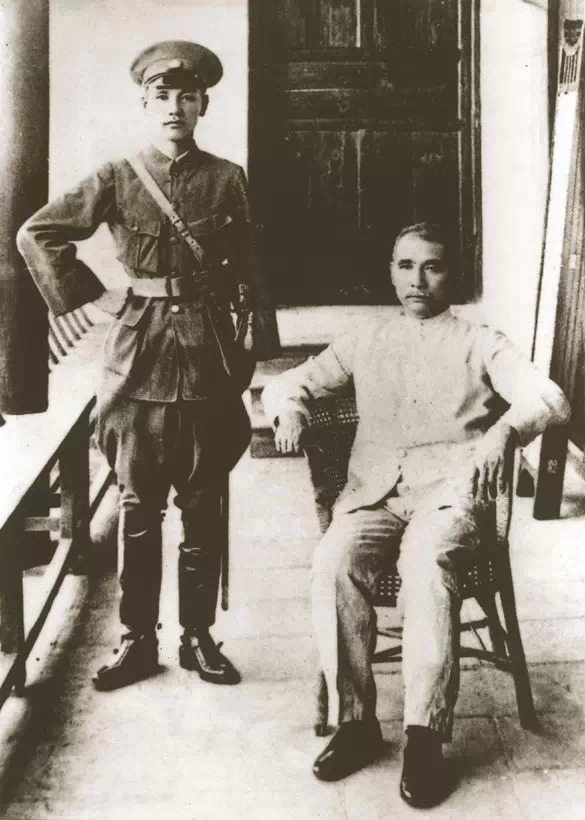
中国民族主義指導者の蒋介石（左）と孫文（右）

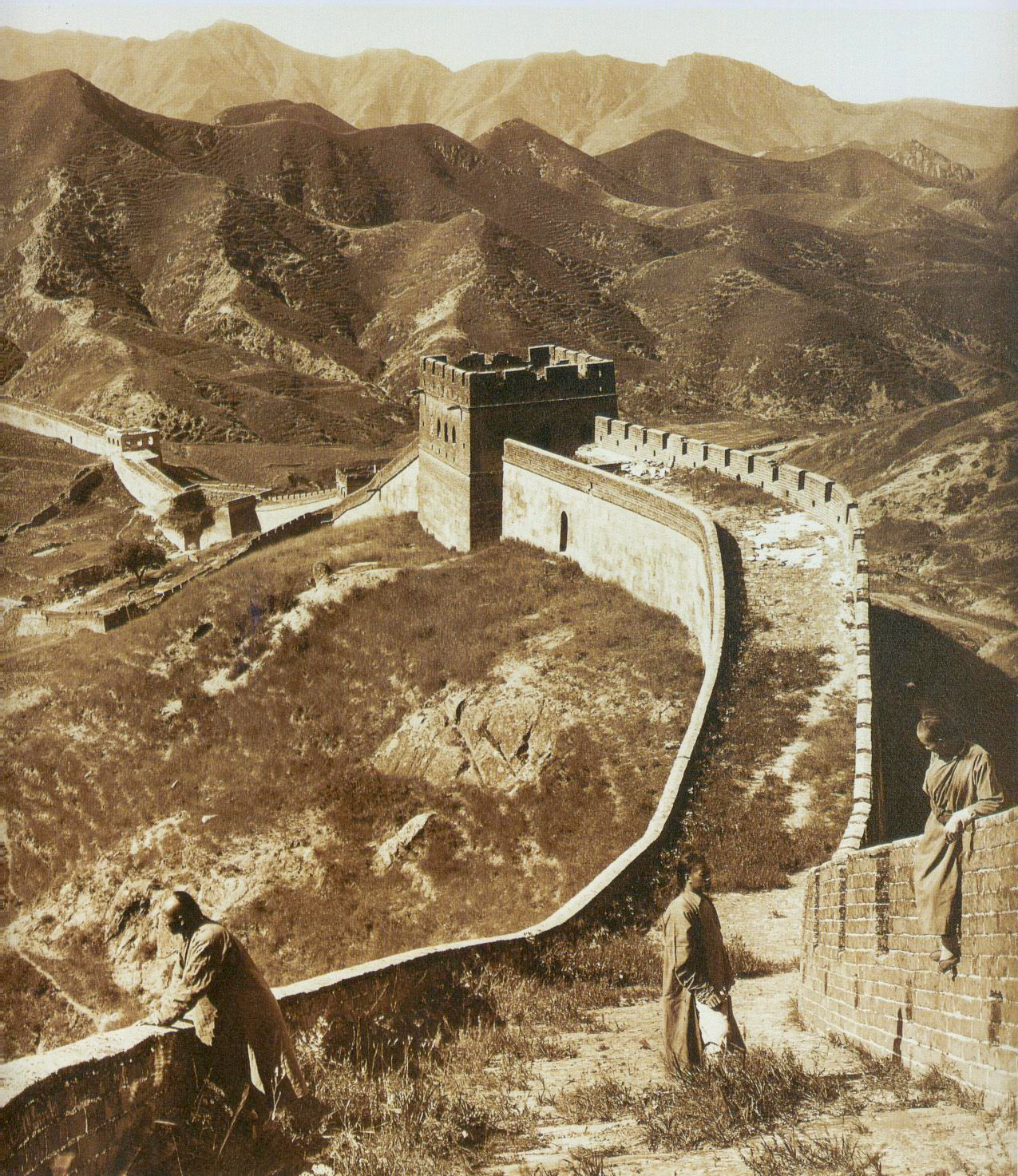
中国の国家象徴である万里の長城

民族と中国人のアイデンティティの関係を定義することは、中国史を通じて非常に複雑な問題であった。17世紀、明朝の反乱者の助けを借りて、満州族が中原を征服し、清朝を設立した。以降の数世紀にわたり、チベット人、モンゴル人、ウイグル族などの民族を支配地域に取り込んでいった。満州族は、自らが支配する人々の忠誠を維持しつつ、自身の独自のアイデンティティを保持するという二重の課題に直面していた。彼らが中国本土を支配する主要な方法は、自らを啓蒙された儒教の賢者として描き、中国文明を保存し発展させることを目標の一部とすることであった。数世紀を経て、満州族は徐々に中国文化に同化し、最終的には満州族自身も自らを中国の一民族として認識するようになった。
中華民族はまた、炎黄子孫とも呼ばれる。これは伝説上の支配者であり、華夏民族の祖先とされている。華夏民族は漢民族の祖先にあたる民族集団である。
民族と中国人同一性の関係の複雑さは、太平天国の乱において最もよく示された。この乱では、反乱軍は満州族を野蛮で外国人であるとして激しく戦った一方で、他方では伝統的な中国の価値観を守る者として満州族を支持し激しく戦った者もいた。

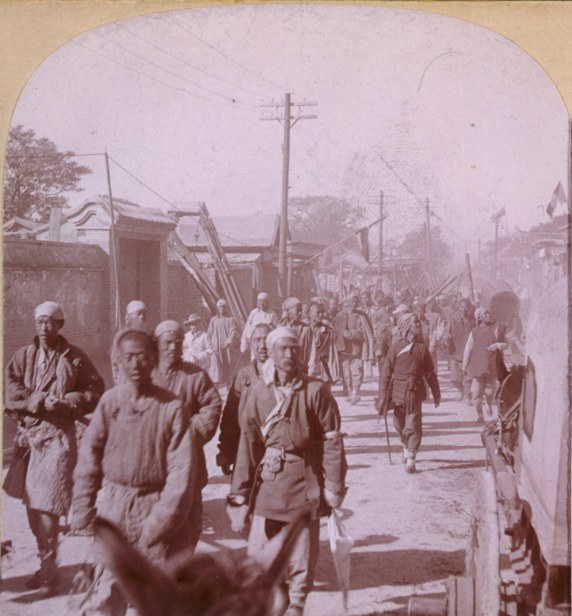
義和団の兵士たち

義和団（ボクサーとも呼ばれる）は、清朝支持の中国民族主義的な君主主義の秘密結社で、1899年から1901年までの義和団の乱を扇動し主導した。彼らの動機は反キリスト教主義と反西洋化であった。最盛期には、義和団は清朝軍の一部メンバーからも支持を受けていた。彼らのスローガンは「清を支持し、外国人を打倒せよ！」であった。
1909年、満州政府によって『繁体字: 大清國籍條例; 拼音: Dà qīng guójí tiáolì』（大清国籍条例）が発布され、以下の条件で中国人を定義した。1）父が中国人で中国で生まれた者、2）父が中国人で父の死亡後に生まれた者、3）母が中国人で父の国籍が不明または無国籍の者。
1919年、五・四運動は、特にヴェルサイユ条約の条項のうち、ドイツ帝国が青島包囲戦後に日本に割譲した領土を大日本帝国が保持することを認めたことに抗議する学生のデモから発展し、中国民族主義の高揚を巻き起こした。
1920年代から1930年代にかけて、公式の中国民族主義的見解はモダニズムと社会ダーウィニズムの影響を強く受け、西部および中央省の民族集団を「文化的に進んだ」漢民族国家に文化的同化させることを支持し、これにより彼らが名実ともに中国民族の一員となる政策が提唱された。さらに、この時期の思想は、オーストリア＝ハンガリー帝国やオスマン帝国のような多民族国家の運命にも影響を受けた。1930年代から1940年代の沿岸部日本占領およびそこで行われた残虐行為の際にも非常に強い力となった。
1911年革命の影響と近代的民族主義理論の出現を受け、[[中華民族]]は初期の中華民国 (1912-1949)において、五族協和の概念を指した。この原則は、中国の五大民族である漢民族、満州族、モンゴル族、回族、チベット族がすべて一つの中国的アイデンティティに属するとするものであった。(p19) 政府はこれら五民族に対して中国民族主義を促進したが、漢民族が「中華民族」または中国の主要民族として位置づけられたことは、国民政府による蒋介石率いる中国国民党政権によって、中華人民共和国が中国本土で宣言され、中華民国が台湾に後退するまで継続された。
当初、毛沢東および彼の率いる中国共産党によって拒否されたものの、後に受け入れられた「中国人」という概念は、毛沢東統治下で発展した「巨大な中国大家族」または漢民族と中国の民族一覧の他55民族を包含する政治的連合の考え方であった。 中華人民共和国成立後、政府は中国民族を構成する民族数をこれら56民族に拡大した。(p19)
習近平が2012年に権力を握る前、中華人民共和国の中国民族主義の形態はソ連の民族地区育成政策の影響を強く受けていました。中国共産党はまた、国民党が主導する中華民国の漢族中心主義支持を批判していました。中華人民共和国の公式イデオロギーは、中国は多民族国家であり、多数派の漢民族は中国に存在する多くの民族集団の一つに過ぎず、それぞれの文化と言語は尊重されるべきだと主張しています（これはソビエト愛国心に類似しています）。政府はまた積極的差別是正措置（アファーマティブ・アクション）を導入し、当時の中華人民共和国の民族政策はそのマルクス・レーニン主義国家の性質に強く影響されていました。この公式見解にもかかわらず、漢化的な同化主義的態度は根強く残っており、世論や実際の権力関係により、中国民族主義は実際には少数民族地域や少数民族の漢族支配および同化を意味してきました。 習近平が権力を握って以来、非漢族の民族集団の同化は公然と強化され、少数民族への優遇政策は縮小しています。
1960年代から1970年代にかけて、中国本土の中国民族主義はマルクス主義のレトリックと混ざり合い、その結果、民族主義的レトリックは主に国際主義的レトリックに吸収されました。一方、台湾における中国民族主義の主要な焦点は、孫文の理想と系譜、その創設した政党である中国国民党、そして反共主義の保持でした。中華民国（ROC）と中華人民共和国（PRC）では中国民族主義の定義は異なりましたが、国民党も共産党も尖閣諸島（釣魚台列島）などの中国領土の主張には断固としていました。
1990年代には、ソビエト連邦の崩壊、経済水準の向上、そして他の正当化イデオロギーの不在により、多くの観察者が中国本土での民族主義の再興と見なす動きが起こりました。

### 少数民族

#### 中国のイスラム教徒とウイグル人
中国のイスラム教徒は中国民族主義において重要な役割を果たしてきた。中国のイスラム教徒、すなわち回族は、アラブ人やペルシア人などの外国ムスリムの子孫と、イスラム教に改宗した漢民族の混血である。中国のイスラム教徒は中国語を話し、儒教を実践している。
胡松山は寧夏出身のムスリムのイマームであり、中国民族主義者であった。彼は中国民族主義と全ての中国人の団結、そして外国帝国主義や中国の主権に対する脅威に反対する教えを説いた。 彼は祈りの際に中華民国旗に敬礼することを命じ、寧夏の全イマームに中国民族主義を説くよう指示した。胡松山は伊赫ワニ、すなわち中国のムスリム同胞団を率い、教育と個人の独立を強調する中国民族主義的で愛国的な組織へと発展させた。 胡松山はまた、アラビア語と中国語で祈りを書き、アッラーに中国の中国国民党政府を支援し、日本を打ち負かすよう祈った。 さらに、彼はハディース（聖訓）から「祖国を愛することは信仰を愛することに等しい」（“愛護祖國是屬於信仰的一部份”）という言葉を引用した。胡松山は非愛国的な者や反民族主義的な思想を教える者を厳しく批判し、彼らを偽ムスリムだと断じた。
馬啓西はムスリム改革者であり、西道堂の指導者だった。彼はイスラム教は儒教のような中国文化を通じてのみ理解できると教えた。彼は中国の古典文献を読み、老子の教えに従ってメッカへのハッジを決意した。

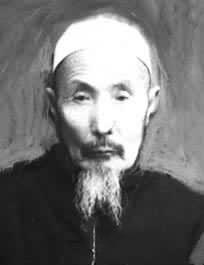
胡松山、中国のイスラム教イマームであり中国民族主義者。

馬福祥, 中国のイスラム教徒の将軍であり、中国国民党のメンバーでもあった人物は、もう一人の中国民族主義者でした。馬福祥はすべての中国人の団結、さらにはチベット人やモンゴル人などの非漢民族も中国に留まるべきだと説きました。彼はモンゴルとチベットは独立国ではなく、中華民国の一部であると宣言しました。 馬福祥は中国政府に忠誠を誓い、命令を受ければイスラム教徒の反乱者を鎮圧しました。彼は現代教育が回族（回族）のより良い社会建設と中国の外国帝国主義への抵抗、国家建設に役立つと信じていました。非イスラム教徒からも「国家意識（国家意識）」で称賛されました。馬福祥は多くの書籍を出版し、儒教とイスラム教についても執筆しました。彼はクルアーンと春秋左氏伝の両方を学んでいました。
馬福祥は中国のイスラム教徒将軍董福祥の下で仕え、義和団の乱で外国勢力と戦いました。 彼が仕えたムスリム部隊は反外国的で知られ、義和団の乱勃発前に西洋人と日本人を射殺した事件に関わっていました。 彼らは中国に黄金時代をもたらすために外国人を一掃しようとしていると報告され、敵対行動開始前から外国の教会、鉄道、領事館を繰り返し攻撃しました。 彼らは近代的な連発銃や大砲を装備し、積極的に攻勢に出て外国人を殺害することに熱心でした。馬福祥は廊坊で外国人に対して待ち伏せ攻撃を指揮し、多くの死傷者を出して列車で逃走しました。董福祥は外国人嫌いの排外主義者で、彼らを中国から追い出そうとしていました。
中国の中国イスラム教協会や中国回教協会のようなさまざまなイスラム教組織は、国民党および中国共産党によって支援されていました。
中国のイスラム教徒のイマーム（指導者）は漢訳回教書籍でイスラム教と儒教を融合させました。彼らは儒教とイスラム教は矛盾しないと主張し、中国人であることとムスリムであることも矛盾しないと説きました。エジプトのアル＝アズハル大学などで留学して帰国した中国のイスラム教徒学生は民族主義を学び、国内で中国民族主義を推進しました。メッカで学んだあるイマーム王景齋は、ムハンマドの言葉（聖訓）を訳し、「愛国は信仰と等しい」という意味の「愛国愛教」を説きました。中国のイスラム教徒は自分たちの「ワタン」(国、故郷の意味)は中華民国全土であり、非イスラム教徒も含むと信じていました。
白崇禧は広西の軍閥であり、国民党のメンバーとして中国におけるイスラム教の守護者を自称し、日本侵略から逃れてきたイスラム教の知識人を広西に匿いました。白将軍は中国民族主義と反帝国主義を説き、中国のイスラム教徒はサウジアラビアやエジプトに派遣されて日本を非難しました。エジプトの著作やクルアーンの翻訳は、日本に対するジハードを支持するプロパガンダに用いられました。

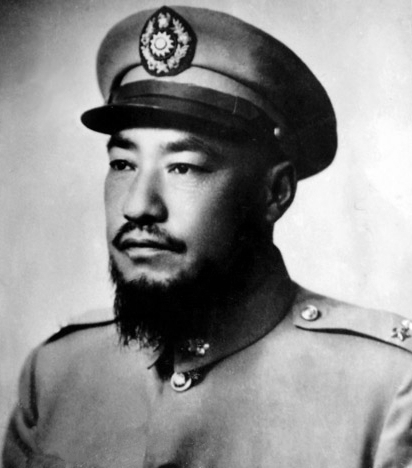
馬歩芳、中国ムスリムの将軍

馬歩芳は、国民党に属する中国ムスリムの将軍で、中国民族主義と異なる中国の民族間の寛容を支持した。日本は彼の支持を得ようとしたが失敗した。馬は自らを西洋の帝国主義に対抗して戦う中国民族主義者として中国の人々に示し、自身の政府が封建的でチベット人や仏教徒モンゴル人のような少数民族を抑圧しているという批判をかわした。彼は自分に有利なように中国民族主義者を装い権力を維持したと、著者Uradyn Erden Bulagは指摘している。
新疆ウイグル自治区では、中国ムスリム将軍馬虎山が中国民族主義を支持した。彼は国民革命軍36師団の司令官であった。彼は反ソビエトおよび反日感情の中華民国のプロパガンダを広め、ウイグル族に対して植民地政権を敷いた。ウイグルの通りの名前や看板は中国語に変えられ、中国ムスリムの兵士たちはウイグルのものではなく中国の料理人や浴場を導入した。 さらに、和田のウイグル絨毯産業は中国風のデザインに変えるよう強制された。 馬は南京に忠誠を誓い、盛世才をソビエトの傀儡と非難し、1937年に彼と戦った。
トゥンガン族（回族の中国ムスリム）も反日感情を持っていた。
馬虎山の兄弟である馬仲英はイド・カフ・モスクで分離主義を非難し、ウイグル人に南京の中国政府に忠誠を尽くすよう呼びかけた。 36師団は東トルキスタン・イスラム共和国を鎮圧し、中国ムスリムの将軍馬占倉はウイグルのエミールであるアブドゥラ・ブグラとヌール・アフマド・ジャン・ブグラを斬首した。 馬占倉はウイグル人が設けたシャリーア（イスラム法）を廃止し、代わりに戒厳令を敷き、前の中国の役人を残して権力を維持した。 ウイグル人は分離政府でイスラム主義を推進していたが、馬虎山は政治から宗教を排除した。イスラムはソビエトに対抗する統一的な抵抗のための漠然とした精神的拠り所としてのみ政治や生活の中でほとんど言及されなかった。
ウイグルの軍閥ユルバルス・カーンは親中派であり、中華民国を支持した。 ウイグルの政治家マスード・サブリは1947年から1949年まで新疆省(中華民国)の知事を務めた。

#### チベット族
パンタサン・ラプガはチベットの政治家で、チベット改善党を創設し、中華民国へのチベットの近代化および統合を目標とした。

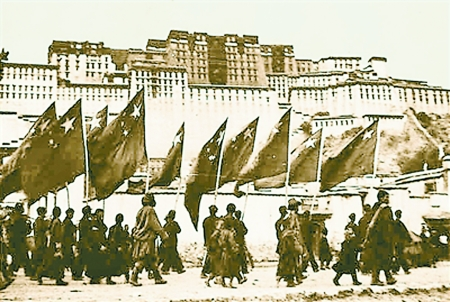
中華人民共和国軍は1951年の城関区 (ラサ市)占領時に首都を制圧した。

第9代パンチェン・ラマ、チュブテン・チョエキ・ニマ、9代パンチェン・ラマは、中国の公式な情報源によると非常に「親中派」と見なされていた。

#### モンゴル人
1919年にモンゴル占領した中国軍の多くはチャハル部モンゴルであり、これがハルハ部モンゴルと内モンゴル人との間の敵対関係の主な原因となっている。

#### 満州人
清朝末期、特に鄒容などの革命家は満州人に対する反発を煽り、清朝を倒そうとした。
中国史の議論のなかで論争的なのが、元朝（モンゴル系支配）と清朝（満州系支配）が、支配者が非漢民族であるために中国という国家をどの程度代表していたかという問題である。

## 台湾において

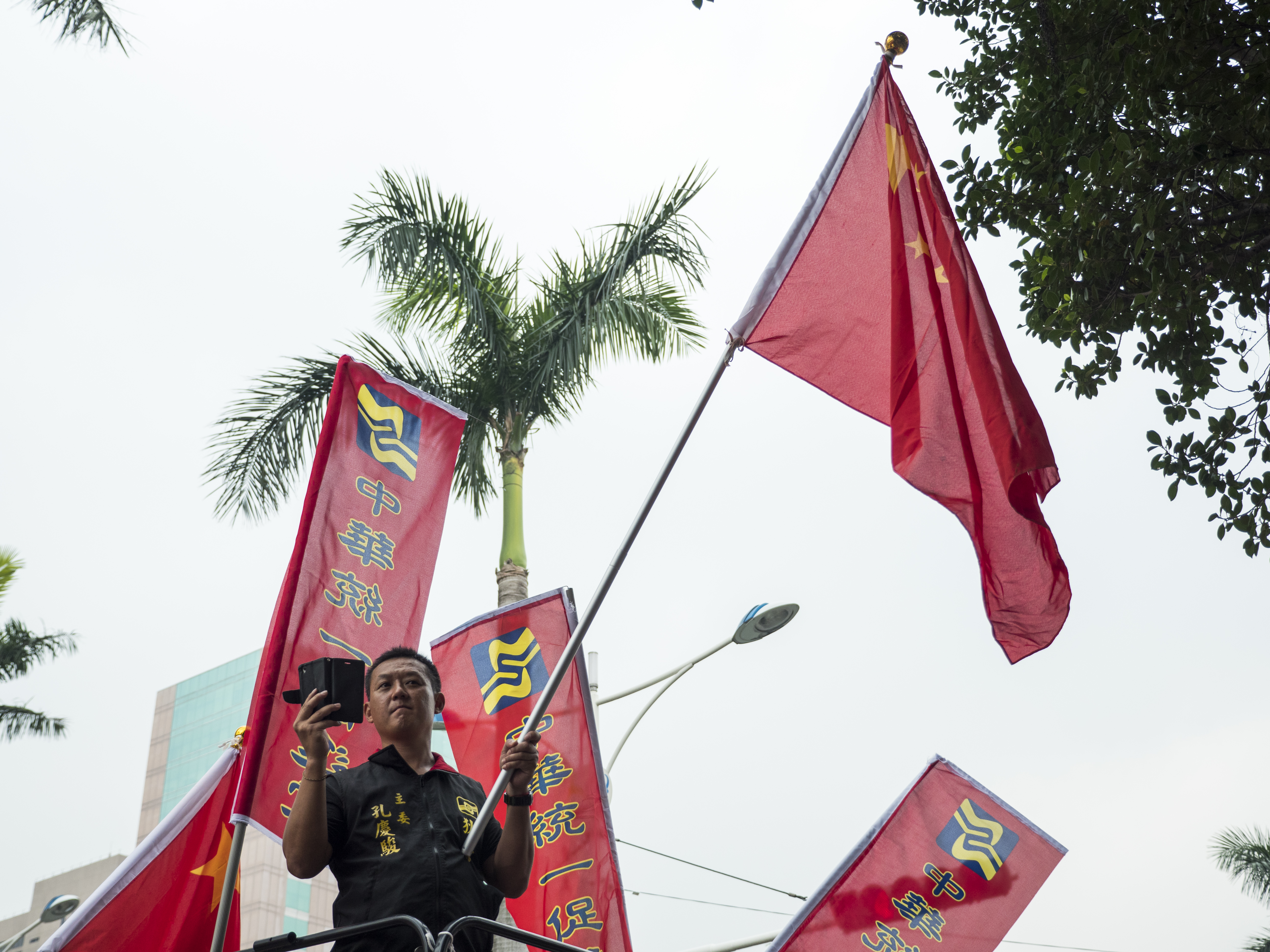
中国統一促進党によって台湾で開催された集会。

現在の中国政府の共通の目標の一つは、中国本土と台湾の統一である。これは中華人民共和国と1992年以前の中華民国（台湾）の双方が公に掲げる目標だが、政治的イデオロギーの違いにより統一の形態については大きく異なっている。 台湾における中国民族主義者は、中華民国の正統性を支持する者（すなわち泛藍連盟）と中華人民共和国を支持する者に分けられる。
台湾では、台湾の現状維持（実質的に独立した別の国家としての状態）を支持することが一般的な合意となっている。しかし、中国民族主義と台湾の関係は議論の的であり、政府の公式名称としての「中華民国」の使用や国営企業の名称に「中国」を用いることなど象徴的な問題を含んでいる。台湾では即時の統一を支持する声は少ない。正式な独立を支持する公然の動きも控えめであり、これは中華人民共和国が台湾が正式に独立宣言を行った場合には軍事行動を辞さない姿勢を示しているためである。統一に反対する主な理由は、文化的なもので、民主的な台湾人が自分たちを中国人として認識するべきか台湾人として認識するべきかの問題と、権威主義的な中国共産党（CCP）への不信感、人権状況、香港における民主化の後退（例：2014–2015年香港の選挙改革と雨傘運動）に起因している。 特に若い世代の台湾人の間ではこれらの懸念が強く、一般的に彼らは中国とのつながりをほとんど、または全く感じていない。
歴史的に、日本統治時代の台湾には中国民族主義グループが存在し、台湾民衆党などは三民主義からの中国民族主義を利用して日本の植民地支配に抵抗し、日本統治時代の台湾を再び中国の支配下に戻すことを扇動した。
台湾には中国との即時統一を支持する過激な民族主義グループも存在する。台湾の過激な中国民族主義グループには1993年に設立された愛国同心会 と台湾マフィアの張安樂が創設した中国統一促進党がある。前者は台湾における法輪功の影響に対抗する活動を行い、 後者は香港民主派のホー・デニースやラム・ウィンキーなどに対する暴力行為で非難されている。 中華人民共和国政府は台湾独立運動の支持者を「漢奸」（売国奴）と見なしている。

## 民族主義の象徴
- 九龍壁の中国の竜（北京の紫禁城にある）。
- 忠烈祠
- 中華民国の梅花[要リンク修正]の象徴

中国の国章、台湾の国章および中国の旗の一覧に加え、中国民族主義者が使用する多くの象徴がある。その中には伝説上または古代の人物である黄帝(p19)や炎帝、禹、秦始皇、あるいは近代の人物である孫文、蔣介石、毛沢東などが含まれる。もう一つよく使われる象徴は中国の竜で、中国民族の擬人化として用いられている。
軍事的な形態の中国民族主義は、忠烈祠も採用しており、通常は中国兵士など中国のために戦った殉国者を記念し称賛する場所である。例としては日中戦争などがある。中国（中華民国・中華人民共和国両方）の兵士や戦争英雄はこれらの忠烈祠に祀られている。忠烈祠は日本の護国神社に相当し、例えば靖国神社がある。
また、日本においても文化的意義を持つ菊が日本の御璽として使われているように、梅花は中華民国における国の象徴でもあり、1964年7月21日に立法院 (中華民国)によって制定された。また、中華人民共和国の国花としても提案されたことがある。中華民国の愛国歌梅花 (曲)は、この象徴性をテーマにしている。
中華民国において、国花である梅花は以下を象徴する。
- 三つの蕾と五つの花弁 — 三民主義および中華民国政府の五権分立（中華民国憲法に基づく）を象徴
- 梅花は寒い冬に耐える（寒いほどよく咲く）— 忠実、決然、神聖さを象徴し、中華民国国民の国家精神を表す
- 花の五つの花弁 — 五族共和を象徴し、また儒教哲学（1912年の清朝崩壊まで約二千年間中国帝国の国家哲学であった）に基づく五倫、五常、五教を象徴
- 梅の枝（枝横）、影（影斜）、柔軟性（曳疏）、耐寒性（傲霜）は、『易経』に記される「元」「貞」「利」「亨」という四つの高尚な徳を表す。[77]

## 反対勢力
中国からの地域的な分離独立運動や台湾独立運動が存在する。
ミルクティーアライアンスは、香港、台湾、そしてタイ王国のネットユーザーによって結成され、中国の民族主義的論客に対抗する反応として始まった。
日本の民族主義の一部は日本における反中感情に敵対的である。第二次世界大戦中、日本帝国は中国の広大な領土を征服し、多くの現代日本の民族主義者は南京大虐殺否認をしている。

## 中国民族主義の種類

### ポピュリスト民族主義
ポピュリスト民族主義または大衆民族主義（繁体字: 民粹民族主義または単に「民族主義」）は1990年代に中国民族主義の中で比較的遅れて現れた発展形態である。1996年以降に認識可能な形を取り始めたが、それは1990年代初頭の民族主義思想の発展とモダニティ、ポストモダニズム、ポストコロニアリズム、およびそれらの政治的含意に関する議論の継続的な結果であり、これらの議論には1995年初頭以降、多くの中国の知識人が関与してきた。

### 国家主義
、国家主導の民族主義または単に「国家主義」とも呼ばれ、民衆民族主義とは対照的に上からの民族主義である。国家主義は、中国国民党（KMT）および中国共産党（CCP）の両政権の現職政治エリートによって強く支持された。 過去の国民党や現在の中国共産党主導の国家主義は、中国民族主義を擁護し、「国家」（國家）と「党」（黨）を同一視して一党制を構築しようとする。国家主義は多くの観察者によると、中華人民共和国の国際的な行動を特に攻撃的または柔軟性のないものにはしておらず、むしろ慎重かつ機会主義的である。 学者のFrances Yaping Wangは、「もし民族主義を中国の国家当局に管理されたペットの龍に例えるならば、国家はそれを生かし時折刺激するが、火を吹きすぎないように制御している。しかし、火を吹いて時々限度を超えた場合、国家の主人は炎が害を及ぼさないように手綱を引く」と述べている。(pp247–248) 学者の趙穗生は、1990年代の中国における「国家主導の実用的民族主義」の台頭は、ソ連崩壊に対する道具的な反応であったと書いている。(pp219-220)
中華人民共和国における中国の国家主義の特徴は、中国共産党中心であることであり、党を国民の意志の具現化と見なし、国家をそれ自体の目的ではなく手段とみなしている。そのため、主要な目的は党国家の「安定」であり、国民的アイデンティティ、国家統一、国家自治の維持には熱心であるが、あくまで党の安定を最優先している。
中国の「国家主義」法学者のグループは、中国政府の権威主義的政策に影響を与えている。彼らは、超保守的なナチスドイツの法理論家カール・シュミットに影響され、「国家権力」を重視している。この国家主義者たちは、香港に対する自治権縮小の政策にも関係している。
中国の国家主義を批判する香港や台湾民族主義者は、特に中国の国家主義を批判的に見ている。

### 民族主義
民族主義（繁体字: 族裔民族主義 or 族群主義）は中国において二つの形態に分かれる。支配的な民族中心の「漢民族主義」（または漢民族ショーヴィニズム）に基づくものと、少数民族に基づく地域民族主義である。 中華人民共和国政府および中国共産党（CCP）はこれらの単一民族主義に反対し、多民族主義（より市民民族主義に近い）を推奨している。 しかしながら、CCPは自身を「中国の卓越した伝統文化」の保護者として、保守的で漢民族中心のビジョンを描いている。
中国政府はまた、海外華人に訴えることを目的とした民族主義的政策を推進している。

### 北部と南部
アメリカの学者エドワード・フリードマンは、北部には政府的・政治的・官僚的な中国民族主義が存在し、南部には商業的な中国民族主義が存在して対立していると論じている。

### 極右民族主義
極端民族主義（簡体字: 极端民族主义; 繁体字: 極端民族主義）は蔣介石思想および青衫社（英語: ultranationalist secret society）に由来し、国民政府期のファシズム的傾向と影響を受けて誕生した。 蔣介石率いる中国国民党政権下の中国は中国・ドイツ関係 (1912–1949)でナチス・ドイツと友好的な外交関係を築いていたが、第二次中日戦争では最終的にドイツは外交的に日本を支持した。
習近平が権力を握って以来、中国共産党は極右の極端な民族主義を育成していると非難されている。

## 現代

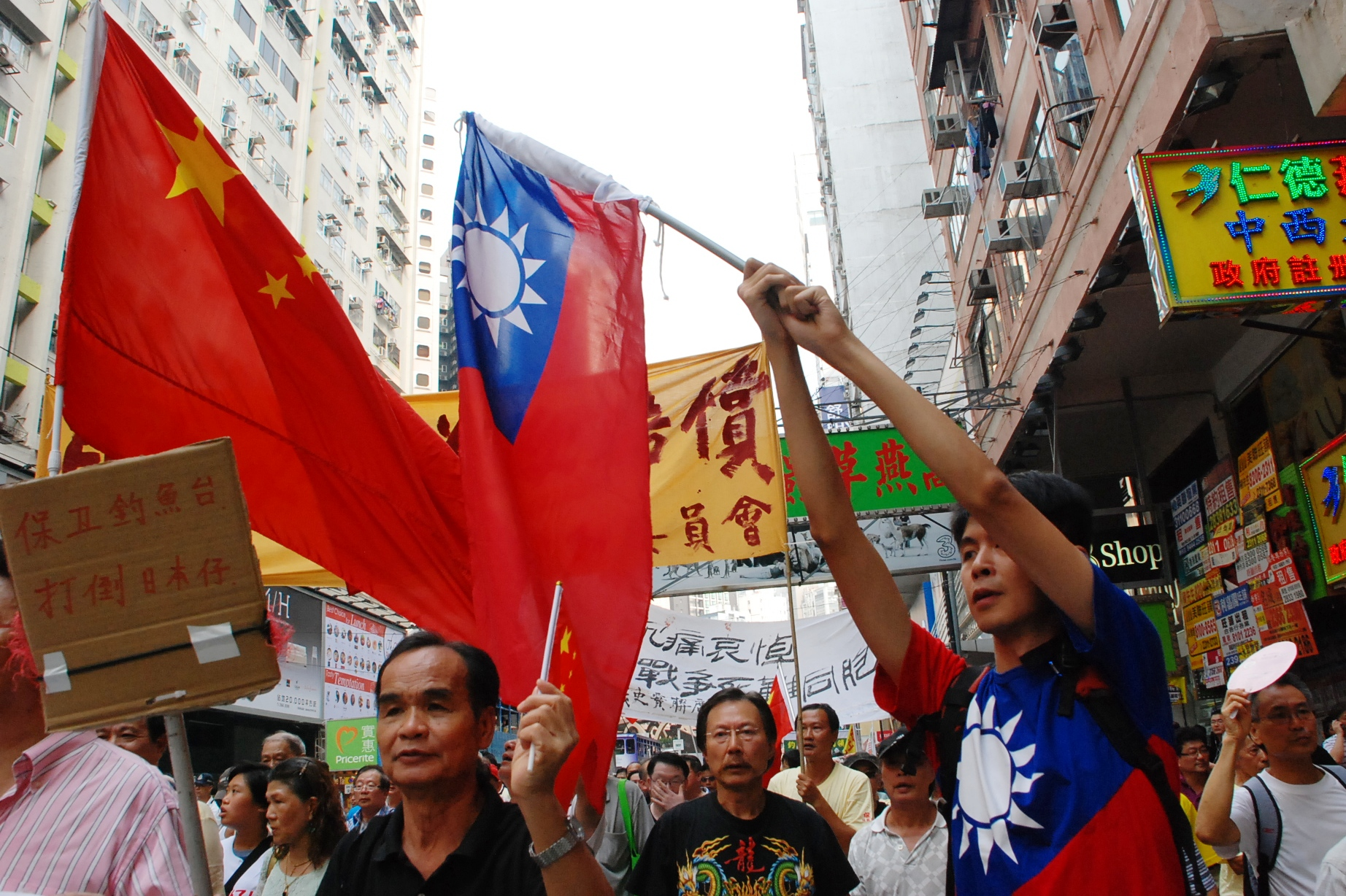
2012年中国反日デモの香港における抗議者たち。中華人民共和国（PRC）および中華民国（ROC）の旗を振っている。

冷戦時代、アメリカの共産主義拡散抑止戦略は中国における民族主義感情を煽り、これには朝鮮戦争、台湾海峡危機、中華人民共和国の国連排除、及びアメリカの対中経済制裁などが含まれる。(p62)
冷戦の終結以降、世界中で民族主義感情と願望が再燃し、中国共産党の支配の正統性を高めるものとして民族主義は位置づけられている。文化大革命期の政策と比べて、より実利的かつ柔軟な方法で追求されている。 冷戦後の中国民族主義の高まりで顕著な現象は、中国の知識人がその原動力の一つになったことである。 1990年代には、多くの教養ある人々—社会科学者、人文科学者、作家および他の専門家たちが、民族主義的言説の高まりに声をあげ、時にそれを代表する者ともなった。ある評論家は「ポジティブな民族主義」が他国でそうであったように、中国にとっても重要な統合要因となる可能性があると提案している。

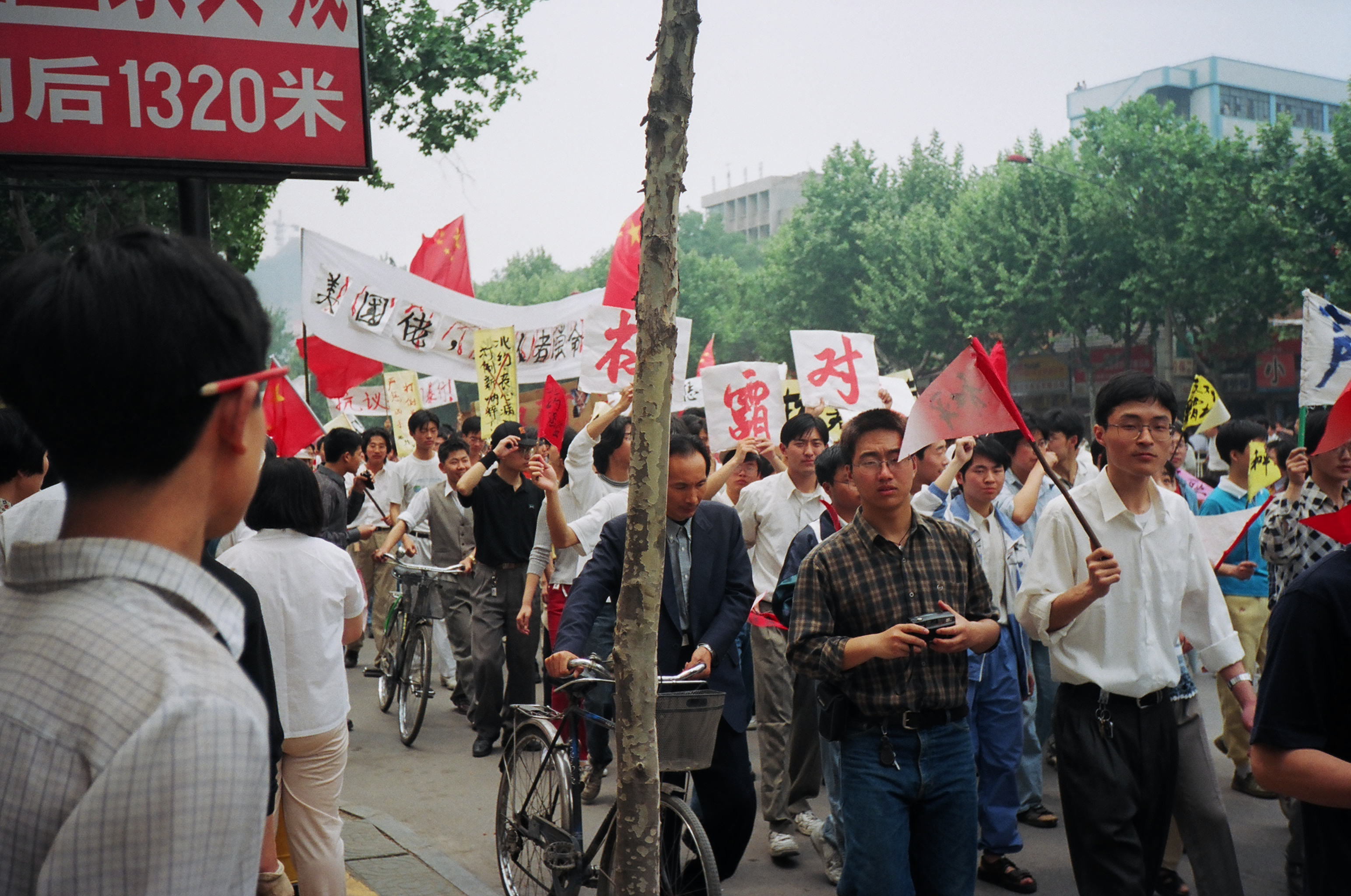
1999年の南京(ナンジン)でのアメリカ大使館爆撃に抗議するデモ

1999年5月7日、NATOのユーゴスラビア爆撃の最中、アメリカ合衆国がベオグラードの中国大使館を爆撃し、中国人市民3名が死亡した。アメリカは旧式の地図使用による事故と主張したが、中国側ではこの説明を受け入れる者は少なかった。 この事件は中国国内に広範な怒りを巻き起こし、爆撃後に中国当局はこの爆撃を「野蛮な行為」、さらに「戦争犯罪」と表現した。また、ヨーロッパやアメリカの中国人学生は「NATOファシズム」に反対するデモを行った。 中国国内では北京やその他の省都で数千人が抗議行進に参加し、一部の抗議者はアメリカやその他NATO加盟国の外交施設にガス爆弾や石を投げつけた。 一方、成都ではアメリカ領事の公邸が火炎瓶で襲撃され、中国国内の反西洋及び反アメリカ感情が深まった。中国はロシアとともにすでにスロボダン・ミロシェヴィッチとユーゴスラビア連邦をコソボ戦争中に支持しており、(p60) NATOのユーゴスラビア爆撃には反対していた。
1995年の書籍『チャイナ・キャン・セイ・ノー』は、1989年のノーと言える日本（著：石原慎太郎）に基づいており、1990年代の民族主義感情の指標となった。(p69) 民族主義的なオンラインフォーラム、強い中国フォーラムや鉄血フォーラムが、インターネット上での民族主義的感情表現の場として人気を博した。(pp69–70) 以降、インターネットは中国民族主義の議論の場としての重要性を増し続けている。(p70)
21世紀に入り、中国国民の多くが自国が日本や西洋諸国から周辺化されていると感じたことを契機に、草の根の中国民族主義が活発化した。代表的な事件の一つは2001年4月1日に起きた海南島事件で、アメリカのロッキードEP-3偵察機が南シナ海上空で中国の瀋陽J-8戦闘機と空中衝突した。(p64) 中国は正式な謝罪を求め、中国共産党総書記の江沢民はアメリカ国務長官コリン・パウエルの「非常に申し訳ない」という表現を十分な謝罪と受け入れた。(p64) しかしこの事件は中国国民の対米感情を悪化させ、中国民族主義の気運を高めた。(p64)
日本の歴史教科書問題や、日本の首相の小泉純一郎による靖国神社参拝は、中国のブログで大きな怒りの原因となった。さらに、2008年のチベット騒乱に続くオリンピック聖火リレーに対する抗議は、中国国内外の中国人コミュニティの間で強い反対を集めた。聖火リレーのチベット地域での抗議のほぼすべてに対して、大規模な親中抗議が行われた。2008年夏季オリンピックは国民的誇りの大きな源泉であったため、反オリンピックの感情は中国国内ではしばしば反中感情とみなされる。また、2008年の四川大地震は、国内外の中国人の間で高いナショナリズムを引き起こした。中央政府の迅速な対応は、わずか2か月前に発生したラサ騒乱に対する中国政府の対応が厳しく批判される中、国民の支持を集めるのに重要な役割を果たした。2005年には、2005年反日デモが、日本の歴史教科書問題などの出来事をきっかけにアジア全域で行われた。2012年には、中国本土、香港、台湾の各地で、激化する尖閣諸島問題を理由に2012年中国反日デモが開催された。
ナショナリズムは2008年オリンピック聖火リレーにおいても見られ、海外の中国人が、パリやロンドンでの反中国活動家による妨害に対抗して親オリンピックの抗議を行った。 少なくとも5,000人の中国系アメリカ人（中国本土、香港、台湾、東南アジアからの移民を含む）も、CNNのハリウッド支局前で抗議を行った。これは、CNNのコメンテータージャック・カファティが、中国製品を「ジャンク」と呼び、中国人を「ゴーン」や「暴徒」と表現したことに対する反発であった。 オリンピックの聖火がパリを通過した際には、チベット独立運動の支持者が障害のある若い中国人選手から聖火を奪おうとした。(p151) その映像は広く放映され、フランスのスーパーマーケットチェーンカルフールがチベット独立団体に資金提供しているというインターネット上の噂が広まった。 抗議や不買運動の呼びかけが起こり、最終的にはフランス当局のパリ聖火リレー事件に対する謝罪努力により収束した。
2013年に行われた中国成人への調査では、国営メディアの影響が強い伝統的マスメディアから情報を得る回答者は、南シナ海領有権問題において中国が強硬な政策を採るべきだという考えを支持しにくいことがわかった。(p42) 調査を実施した研究者らは、中国の国営メディアの領有権問題に関する報道は「ナショナリズム政策の推進力というよりは抑制要因であった」と結論づけている。(pp42–43)

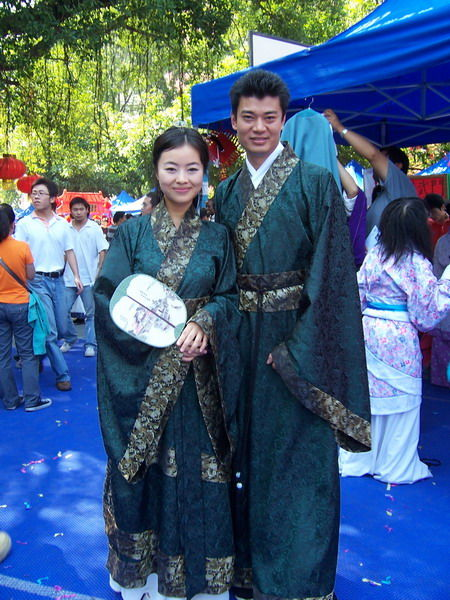
漢服の普及活動をする2人（広州の中国文化祭にて）

中国の現代ナショナリズムのもう一つの例は、21世紀初頭に始まった漢服運動であり、中国古代衣服、すなわち中国の伝統衣装の復興を目指す運動である。
中米貿易戦争もまた、中国共産党指導部と一般市民の両方のナショナリズム感情を煽った。(p94) 貿易戦争による外部からの圧力は、習近平が中国経済の減速の理由として米国の行動を指摘することを可能にした。(p94) 中国国民はこれに反応した。(p94) 学者の趙穂生（Suisheng Zhao）は、「勤勉な努力、甚大な犠牲、粘り強い決意、そして巧みに練られた政策によって成し遂げた自らの成果に誇りを持つ多くの中国人は、中国の台頭がルールを守らず、国際的な約束を破り、中国企業に有利になるように競争の場を傾けたという米国の批判にうんざりしている」とまとめている。(p94)
クレディ・スイスが2018年に実施した調査によると、中国の若年消費者はナショナリズムの高まりの結果、地元ブランドを支持する傾向にある。レノボのような地元ブランドも、一部の中国のネットユーザーから愛国的でないとの批判を受けている。
2021年7月1日、習近平は天安門広場での中国共産党100周年記念の演説で、「中国人民は決して外国勢力にいじめられ、圧迫され、奴隷にされることはない」と述べ、「1億4千万の中国人民の血と肉で築かれた鋼の長城の前で、そうした妄想を抱く者は誰でも頭を割られ血を流すだろう」と語った。
2021年、オックスフォード大学インターネット研究所の中国インターネット検閲研究者ハンナ・ベイリーは、かつての経済実績に基づく正当性獲得のアプローチから、ナショナリズムを基盤とする正当性獲得へと中国がシフトしていると指摘した。

### インターネット活動
1990年代、中国の一般市民の間の民族主義者は主にインターネットを通じて結びついていた。(p150)
2005年には、2200万人の中国のネットユーザーが、日本の国連安全保障理事会加盟への努力に反対するインターネット署名運動に参加した。
2008年のオリンピック聖火リレーでの抗議に応じて、中国のブログ界は民族主義的な内容であふれ、多くは西洋メディアにおける偏向や誤報を指摘していた。例えば、ネパールやインドで発生した警察とチベット独立抗議者との衝突の写真が中国での出来事のように誤って説明されていた。 学生が設立したウェブサイト(p305)の反CNNは、CNNやBBCなどのニュースチャンネルが2008年のチベット騒乱について誤った報道や選択的報道を行っていると主張している。
中国のハッカーはDDoS攻撃を用いてCNNのウェブサイトを何度も攻撃したと主張している。 同様に、2004年末と2008年12月24日に靖国神社のウェブサイトも中国のハッカーにより攻撃を受けている。
2019年-2020年香港民主化デモの際、デモ参加者が警察官やデモに賛同しない者の個人情報を暴露（ドキシング）したことに対し、香港の一部の中国民族主義者もデモ参加者の個人情報を暴露して応じた。 また、「みんなで裏切り者を叩け」と呼ばれるゲームも作成され、プレイヤーはデモ参加者や彼らの資金的・政治的支援者である黄之鋒、李柱銘、黎智英などを殴ることができた。このゲームは、プレイヤーがデモ参加者として警察と戦う「香港を解放せよ（ビデオゲーム）」という別のゲームへの反応として作られた。
露ウクライナ戦争（特にロシアのウクライナ侵攻）の間、小粉紅と呼ばれる民族主義的なネットユーザーが中国のネット上で親ロシアの感情を拡散し、親ロシア的な投稿を多数行った。 中国のネット上におけるロシア女性の表象は、性別に基づくナショナリズムまたは民族主義的セクシズムと評されている。 中国民族主義者とロシア民族主義は共通の反西洋感情を持つ。

### 習近平と「中国の夢」
習近平が2012年以降に権力を固め、中国共産党総書記に就任すると、共産党は「中国の夢」という言葉を用いて中国の将来計画を表現している。習近平はこの言葉を2012年11月29日に中国国家博物館を訪問した際に初めて使い、そのとき習近平と常務委員の同僚は「民族復興」（民族复兴、通常は「国の再生」と訳されるが、国民覚醒と区別される）をテーマとした展示会に参加していた。それ以降、このフレーズは習近平時代の代表的な政治スローガンとなった。 公共メディアにおいては、中国の夢と民族主義は密接に結びついている。 外交面では、「中国の夢」と民族主義は一帯一路と密接に関連付けられている。ピーター・ファーディナンドは、これによって中国は「正当な地位を取り戻す未来の夢」を描いていると論じている。